# Бен-10: Наввипередки з часом
«Бен 10: Наввипередки з часом» (Ben 10: Race Against Time) — американський супергеройський фільм 2007 року, знятий на основі мультсеріалу «Бен 10». Режисер Алекс Вінтер, прем'єра відбулася в листопаді 2007 року в США — як оригінальний фільм «Cartoon Network».

## Про фільм
Бен Тенісон після канікул, повних веселощів, небезпеки та пригод, повертається до ненависного місця — школи. Тепер він повинен жити нудним шкільним життям і вдавати, ніби геройського літа не існувало. Бен не хоче знову ставати звичайним десятирічним хлопчиком — але, на щастя, у його рідному містечку з'являється новий лиходій.
Антагоніста звуть Еон, і він хоче заволодіти рукою Армагеддона, щоб його велика нація змогла влаштувати вторгнення на Землю. Еон — прибулець з іншої галактики, який здатний керувати часом. Однак він не зможе самостійно втілити свої плани в реальність. Тому хоче використовувати Бена і його чудодійний годинник Омнітрікса. Хлопчик знову зі звичайного школяра перетворюється на героя. Йому допомагають кузина Гвен і дідусь Макс, з якими він провів найкраще літо в його житті. Гвен — розважлива і розумна дівчинка, яка теж занудьгувала за цікавими пригодами. Десятирічний хлопчик та його вірна команда мають врятувати світ від вторгнення прибульців.

## Знімались
| Актор               | Роль                      |
| ------------------- | ------------------------- |
| Грем Філліпс        | Бен Теннісон              |
| Крістіан Анхольт    | Еон                       |
| Гейлі Рамм          | Гвен                      |
| Бет Літлфорд        | Сандра                    |
| Дон Макманус        | Карл                      |
| Саб Шімоно          | Старший чоловік           |
| Алома Райт          | Далтон                    |
| Роберт Пікардо      | Вайт                      |
| Лі Мейджорс         | Макс Теннісон             |
| Тайлер Патрік Джонс | Кеш                       |
| Пейдж Герд          | Стефані                   |
| Девід Франклін      | Гелбласт                  |
| Карлос Алазракі     | Грей Меттер               |
| Даран Норріс        | Даймондгед                |
| Ді Бредлі Бейкер    | Вайлдмут                  |
| Антуанетта Сполар   | Викладачка "шоу талантів" |